# Fertrève
Fertrève – miejscowość i gmina we Francji, w regionie Burgundia-Franche-Comté, w departamencie Nièvre.
Według danych na rok 1990 gminę zamieszkiwało 111 osób, a gęstość zaludnienia wynosiła 5 osób/km² (wśród 2044 gmin Burgundii Fertrève plasuje się na 799. miejscu pod względem liczby ludności, natomiast pod względem powierzchni na miejscu 369.).